# Osikový vrch
Osikový vrch (również Javorový vrch (1) ; historyczna nazwa niem. Schwarze Berg, cz. Černá hora potem Osiková) – szczyt (góra) o wysokości 1079 m n.p.m. (podawana jest też wysokość 1076 m n.p.m. , 1076,3 m n.p.m. , 1078 m n.p.m.  lub 1078,3 m n.p.m. ) w paśmie górskim Wysokiego Jesionika (cz. Hrubý Jeseník), w północno-wschodnich Czechach, w Sudetach Wschodnich, na Śląsku, w obrębie gminy Bělá pod Pradědem, oddalony o około 4,4 km na północny wschód od szczytu góry Pradziad (cz. Praděd). Rozległość góry (powierzchnia stoków) szacowana jest na około 4,6 km², a średnie nachylenie wszystkich stoków wynosi około 8°.

## Charakterystyka

### Lokalizacja

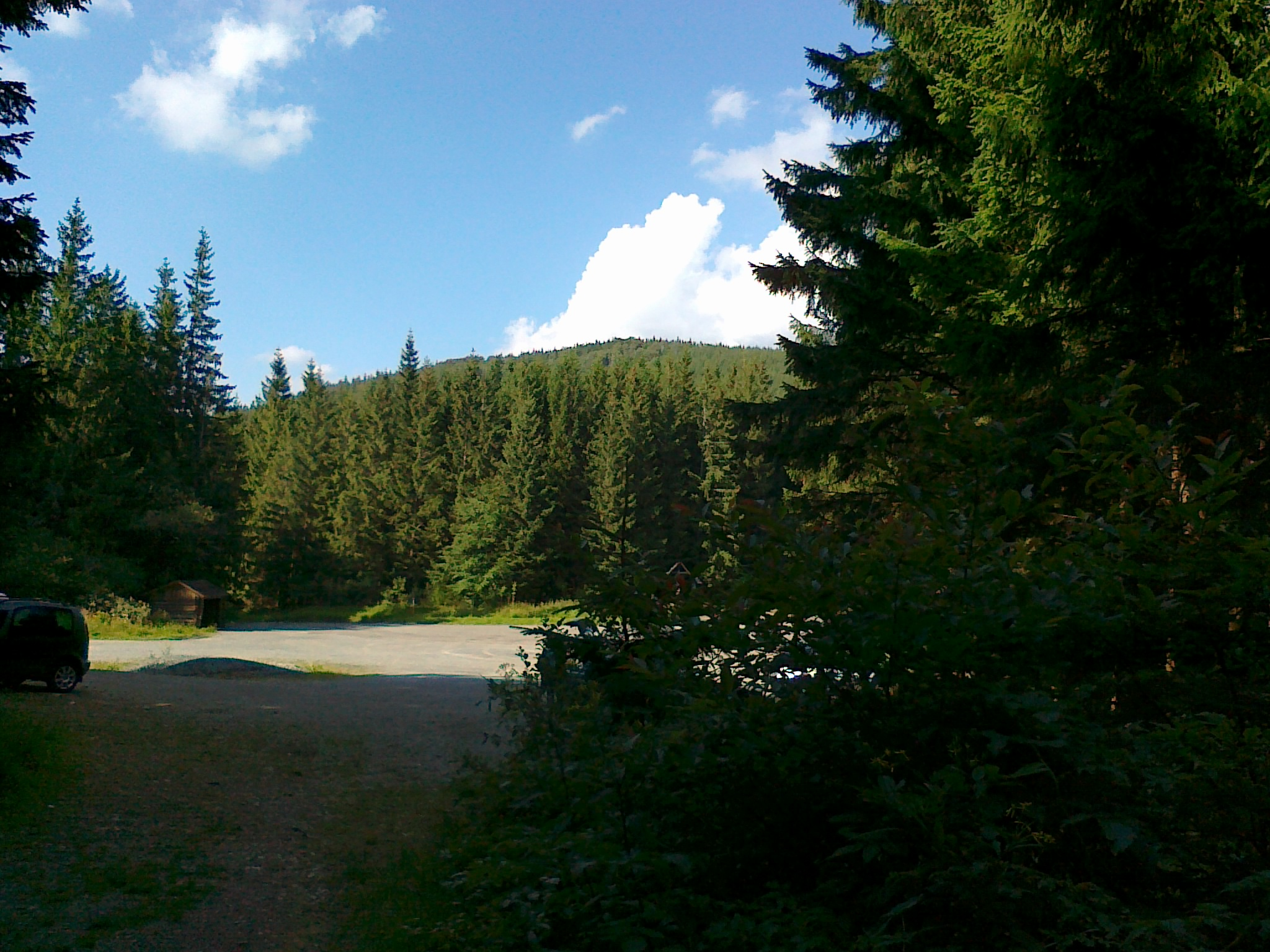
Widok z przełęczy Videlské sedlo na górę Osikový vrch (2016 rok)

Góra Osikový vrch położona jest nieco na północny wschód od centrum pasma Wysokiego Jesionika, leżąca w części Wysokiego Jesionika, w zachodnim obszarze (mikroregionu) o nazwie Masyw Orlíka (cz. Medvědská hornatina), a jednocześnie przy granicy z sąsiednim mikroregionem o nazwie Masyw Pradziada (cz. Pradědská hornatina), mająca kopulasty kształt części szczytowej. Masyw góry ma lekko łukowaty grzbiet, ciągnący się na kierunku południowy wschód – północny zachód, położony w – mniej więcej – równej odległości od osad Vidly i Bělá, blisko biegnących dróg nr 450 Bělá pod Pradědem – Bruntál i nr 451 Nové Heřminovy – Vidly, na bocznym grzbiecie Masywu Orlika, góry Lysý vrch, ciągnącym się od góry Mrazový vrch do góry Nad Borovým. Jest szczytem słabo widocznym m.in. z drogi okalającej połać szczytową góry Pradziad (szczyt widoczny nieco na lewo poniżej linii patrzenia na szczyt Jelení loučky), a z innego charakterystycznego punktu widokowego – z drogi okalającej szczyt góry Dlouhé stráně niewidoczny, bo przysłonięty górą Velký Jezerník. Osikový vrch jest górą widoczną m.in. z położonej przy niej przełęczy Videlské sedlo.
Górę ograniczają: od południowego zachodu dolina potoku Biała Głuchołaska (cz. Bělá), od północnego zachodu przełęcz o wysokości 1007 m n.p.m. w kierunku szczytu Lysý vrch–J, od północnego wschodu dolina potoku o nazwie Skalní potok, od wschodu niewielki, nienazwany potok, będący dopływem potoku Skalní potok, płynący z przełęczy w kierunku szczytu Mrazový vrch, od południowego wschodu przełęcz o wysokości 971 m n.p.m. w kierunku szczytu Mrazový vrch i dolina  potoku Środkowa Opawa (cz. Střední Opava) oraz od południa przełęcz Videlské sedlo i dolina potoku Česnekový potok (2). W otoczeniu góry znajdują się następujące szczyty: od północnego zachodu Skalnatý, Hřib, Lysý vrch–J i Ztracený vrch, od północnego wschodu Děrná, Jelení loučky, Černý vrch, Karliny kameny i Zlatá stráň, od południowego wschodu Mrazový vrch, Bučina i Nad kapličkou, od południa Sokol oraz od południowego zachodu Malý Děd, Kamzičí vrch, Nad Vodopádem i Sokolí skála (2).

### Stoki

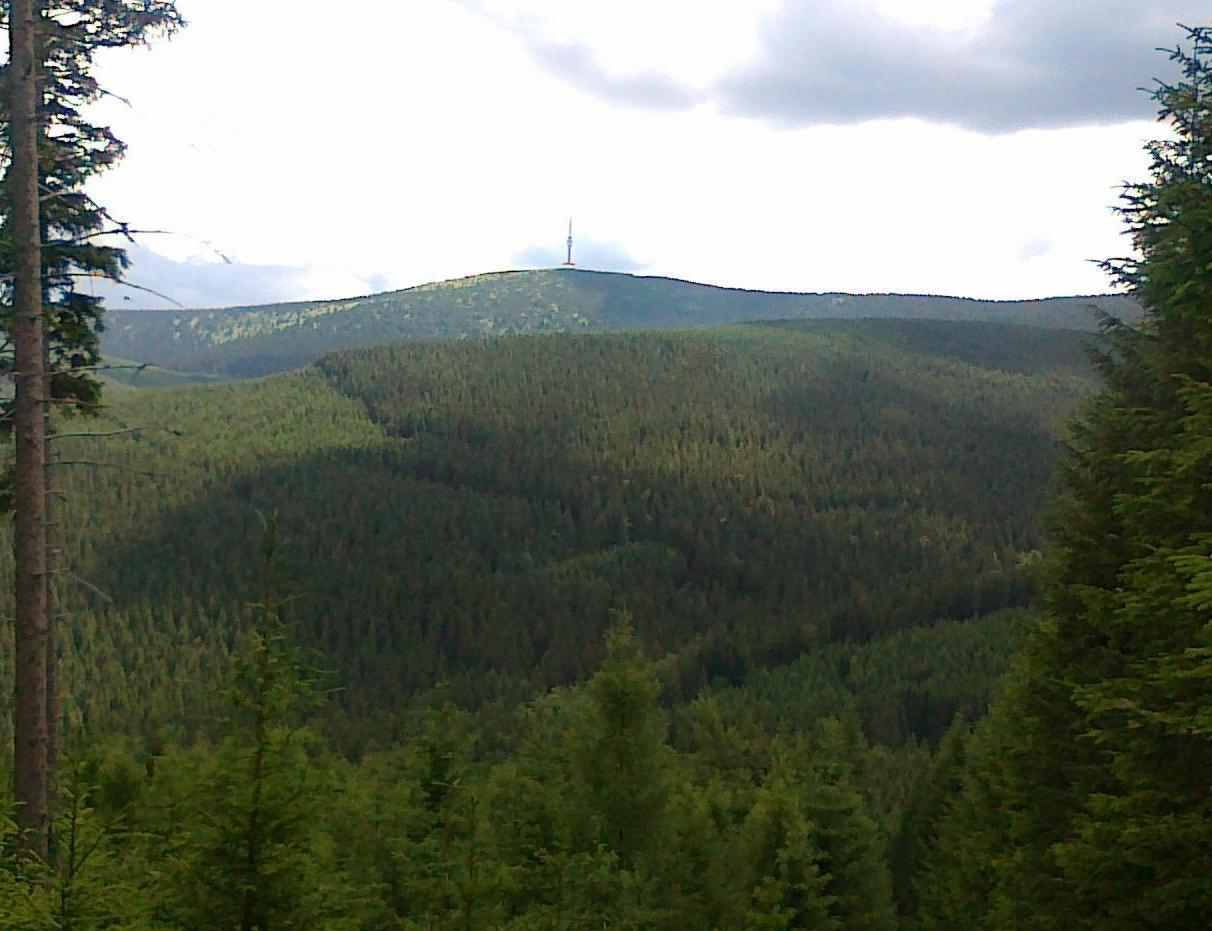
Widok ze stoku góry Osikový vrch na górę Pradziad (poniżej Kamzičí vrch) (2016 rok)

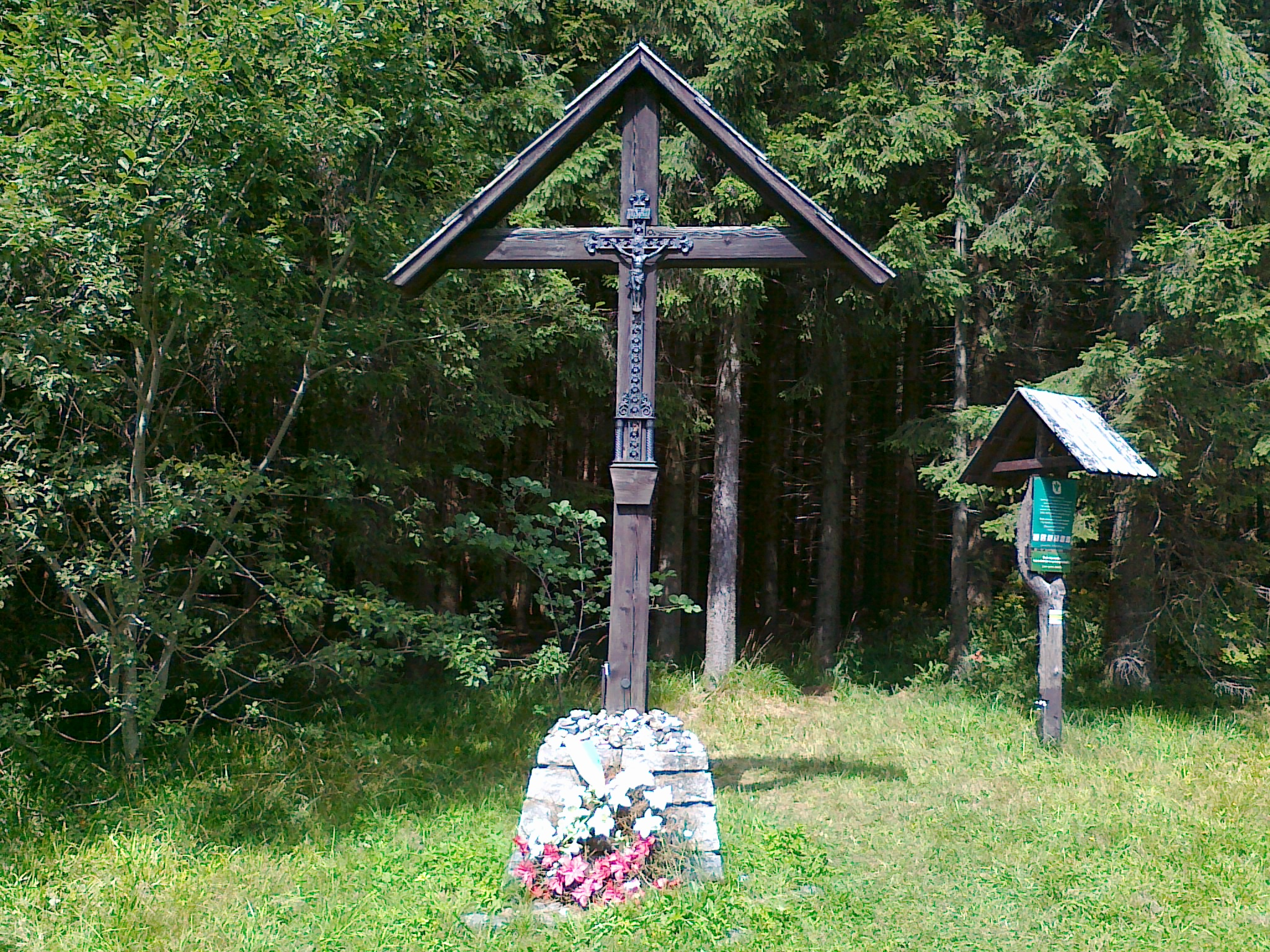
Krzyż u podnóża stoku południowo-zachodniego na przełęczy Videlské sedlo (2012 rok)

W obrębie góry można wyróżnić sześć następujących zasadniczych stoków :
- południowo-zachodni
- zachodnie o nazwach Černá hora, Zlatá stráň
- północno-zachodni
- północno-wschodnie o nazwach V Říjišti, Na Bařinách
- wschodni o nazwie Ve Stráni
- południowo-wschodnie o nazwach Pod Videlským křížem, Na Stráni, Kotlina

Występują tu wszystkie typy zalesienia: bór świerkowy, las mieszany oraz las liściasty, przy czym zdecydowanie dominuje zalesienie borem świerkowym. Na niemalże wszystkich stokach – oprócz stoków południowo-zachodniego i północno-zachodniego – poza borem świerkowym występują obszary pokryte lasem mieszanym, a wraz z obniżaniem wysokości na stokach zachodnim, wschodnim i południowo-wschodnim pojawiają się nawet obszary pokryte lasem liściastym. Ponadto u podnóża stoku południowo-wschodniego przy zabudowie osady Vidly występują łąki. Niemalże wszystkie stoki charakteryzują się znaczną zmiennością wysokości zalesienia, z występującymi nielicznymi przecinkami (stok zachodni), przerzedzeniami oraz znacznymi polanami.  U podnóża stoku południowo-wschodniego, w pobliżu drogi nr 451 oraz osady Vidly przebiega napowietrzna linia przesyłowa prądu o napięciu 22 kV. Na stokach brak jest grup skalnych czy też większych pojedynczych skalisk. U podnóża stoku południowo-zachodniego na przełęczy Videlské sedlo postawiono żelazny krzyż, przytwierdzony do zadaszonego krzyża drewnianego.
Stoki mają stosunkowo niejednolite, na ogół łagodne i zróżnicowane nachylenia. Średnie nachylenie stoków waha się bowiem od 5° (stoki północno-zachodni i wschodni) do 19° (stok zachodni). Średnie nachylenie wszystkich stoków góry (średnia ważona nachyleń stoków) wynosi około 8°. Maksymalne średnie nachylenie stoku zachodniego na wysokościach około 900 m n.p.m. w pobliżu przebiegającej drogi nr 450 na odcinku 50 m nie przekracza 30°. Oprócz przebiegających w obrębie góry dróg nr 450 i nr 451, stoki pokryte są siecią innych dróg (m.in. Bařinská cesta, K Dembaudě czy Zlatá stráň) oraz na ogół nieoznakowanych ścieżek i duktów. Przemierzając je zaleca się korzystanie ze szczegółowych map, z uwagi na zawiłości ich przebiegu, zalesienie oraz zorientowanie w terenie. 

### Szczyt

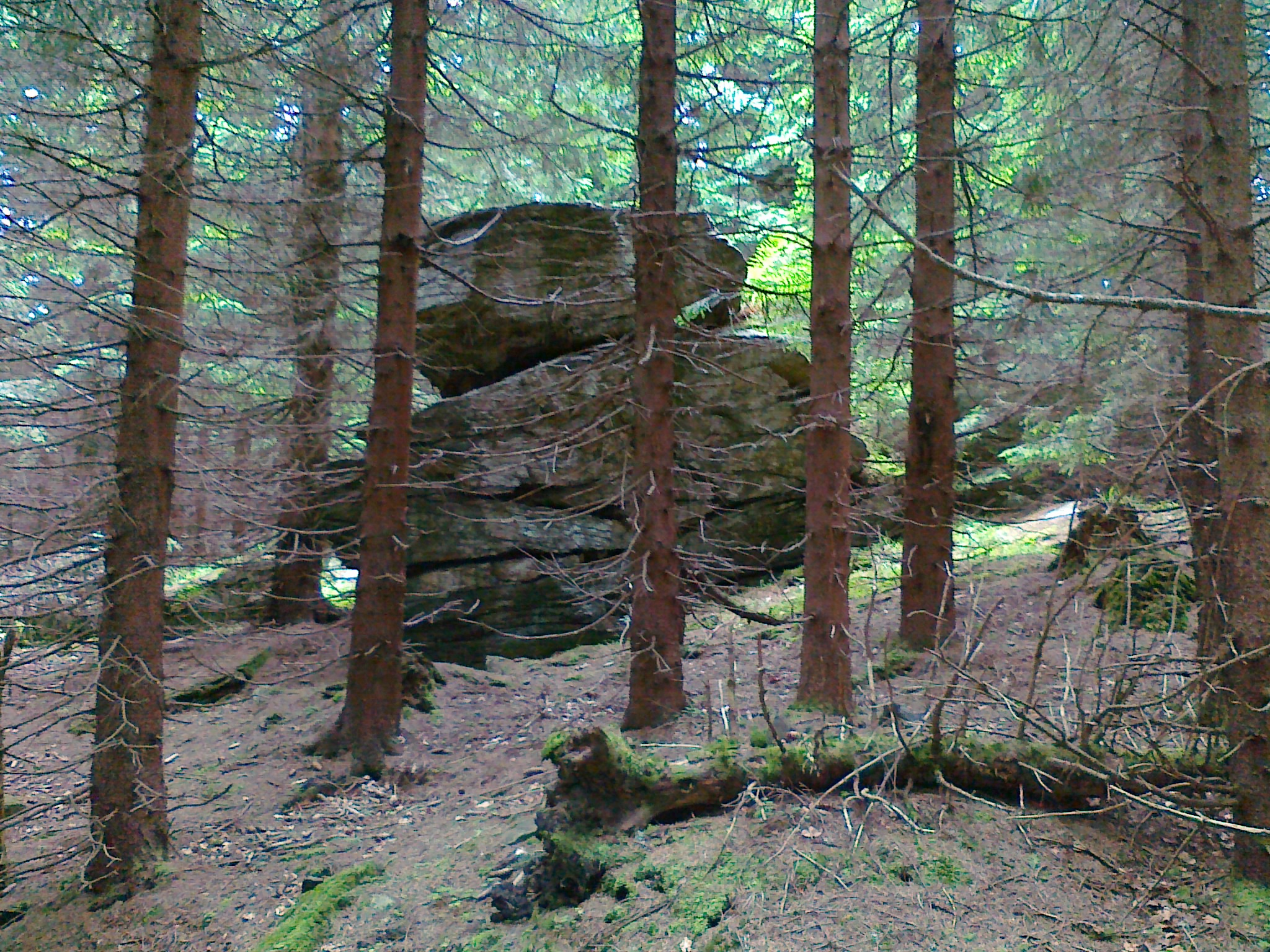
Skalisko szczytowe góry Osikový vrch (2016 rok)

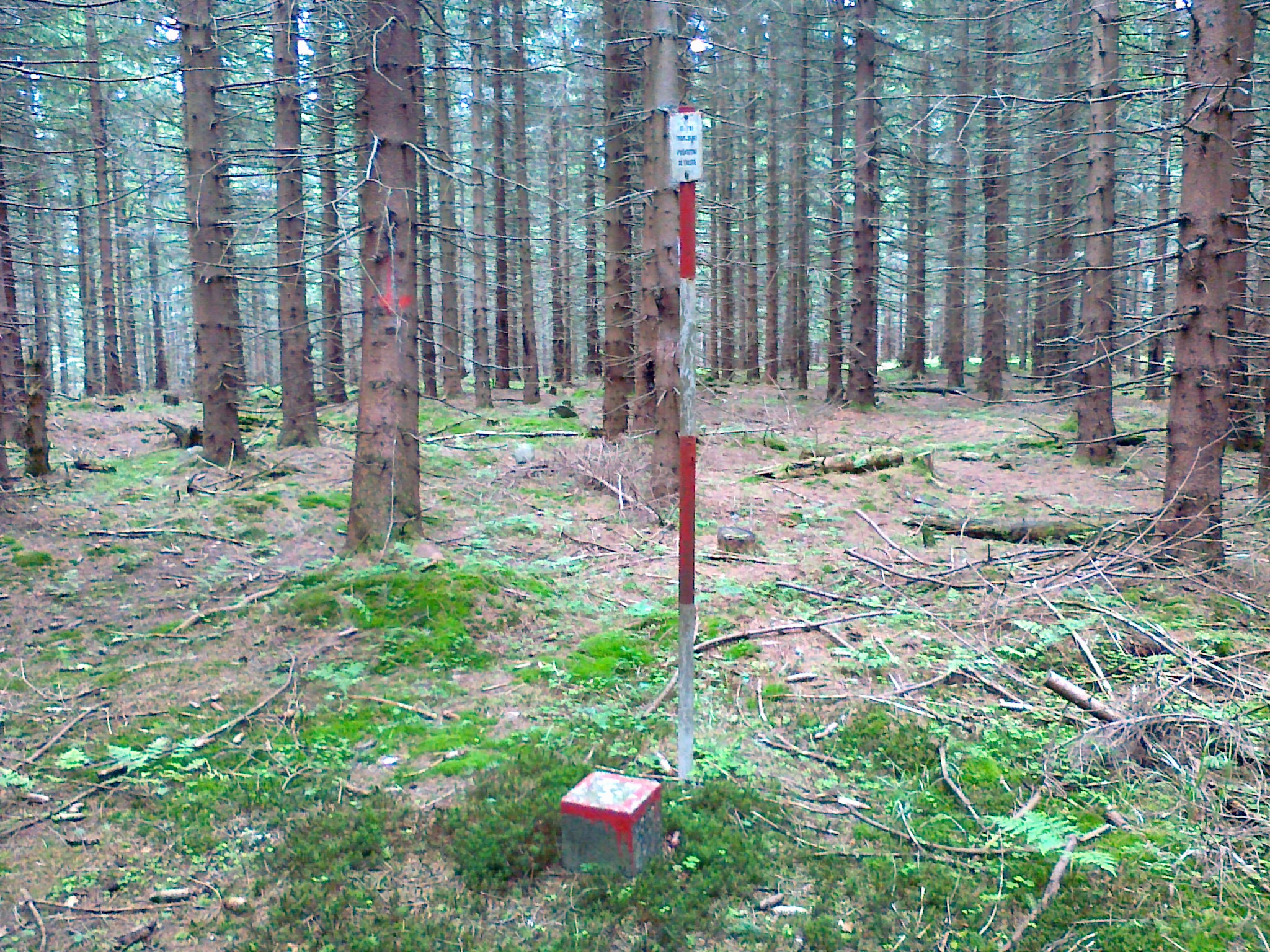
Punkt geodezyjny na połaci szczytowej góry Osikový vrch (2016 rok)

Osikový vrch jest szczytem pojedynczym. Na szczyt nie prowadzi żaden znakowany szlak turystyczny. Szczyt jest niewielkim skaliskiem, położonym w gęstym zalesieniu borem świerkowym, pokryty trawą wysokogórską. Z uwagi na zalesienie nie jest on punktem widokowym. Na połaci szczytowej znajduje się punkt geodezyjny wytyczony w 1937 roku, oznaczony na mapach geodezyjnych numerem (12.), o wysokości 1076,28 m n.p.m. oraz współrzędnych geograficznych (50°07′17,55″N 17°14′52,85″E/50,121542 17,248014), oddalony o około 40 m na wschód od szczytu, z widocznym koło niego zamontowanym stalowym słupkiem, pomalowanym na przemian w poziome pasy białe i czerwone, ostrzegającym przed jego zniszczeniem z tabliczką, z napisem (cz. Státní triangulace Poškození se trestá). Państwowy urząd geodezyjny o nazwie (cz. Český úřad zeměměřický a katastrální (CÚZK)) w Pradze podaje jako najwyższy punkt góry – szczyt – o wysokości 1078,7 m n.p.m. i współrzędnych geograficznych (50°07′17,5″N 17°14′51,0″E/50,121528 17,247500). 
Dojście do szczytu następuje z przełęczy Videlské sedlo. Idąc z tej przełęczy na północny wschód żółtym szlakiem turystycznym , dojdziemy po około 100 m do rozwidlenia szlaku ze ścieżką. Schodząc z żółtego szlaku turystycznego , idąc prosto biegnącą ścieżką w przecince, podejściem odcinek o długości około 650 m dojdziemy do skrzyżowania ścieżek. Następnie należy skręcić w lewo i idąc dalej odcinek o długości około 170 m dojdziemy do połaci szczytowej, skąd z odległości około 100 m na lewo od ścieżki, położone jest skalisko szczytowe.

### Geologia
Pod względem geologicznym masyw góry Osikový vrch należy do jednostki określanej jako kopuła Desny i zbudowany jest ze skał metamorficznych, głównie: blasto-mylonitów (biotytów, chlorytów i muskowitów), skał magmowych, głównie meta-granitoidów oraz skał osadowych, głównie meta-zlepieńców.

### Wody
Grzbiet główny (grzebień) góry Pradziad, biegnący od przełęczy Skřítek do przełęczy Červenohorské sedlo oraz dalej do przełęczy Ramzovskiej (cz. Ramzovské sedlo) jest częścią granicy Wielkiego Europejskiego Działu Wodnego, dzielącej zlewiska Morza Bałtyckiego i Morza Czarnego .
Szczyt wraz ze stokami położony jest na północny wschód od tej granicy, należy więc do zlewni Morza Bałtyckiego, do którego płyną wody m.in. z dorzecza Odry, będącej przedłużeniem płynących z tej części Wysokiego Jesionika górskich potoków (m.in. płynących w pobliżu góry potoków: Biała Głuchołaska, Skalní potok, Środkowa Opawa czy Česnekový potok (2)). Ze stoków bierze swój początek kilka krótkich, nienazwanych potoków, będących dopływami wspomnianych wcześniej potoków Skalní potok i Česnekový potok (2). Na stoku wschodnim, na wysokościach około 990 m n.p.m. występuje niewielki obszar bagienny. Ponadto na stoku zachodnim, w odległości około 800 m na północny zachód od szczytu, na wysokości około 860 m n.p.m. znajduje się źródło o nazwie (cz. Studánka Pod Videlským sedlem), położone przy drodze Zlatá stráň w odległości około 100 m od wyższej pętlicy drogi nr 450. Z uwagi na stosunkowo łagodne nachylenia stoków, w obrębie góry nie występują m.in. wodospady czy kaskady.

## Ochrona przyrody
Szczyt ze stokami znajduje się w obrębie wydzielonego obszaru objętego ochroną o nazwie Obszar Chronionego Krajobrazu Jesioniki (cz. Chráněná krajinná oblast (CHKO) Jeseníky), a utworzonego w celu ochrony utworów skalnych, ziemnych i roślinnych  oraz rzadkich gatunków zwierząt. Na stokach nie utworzono żadnych rezerwatów przyrody lub innych obiektów nazwanych pomnikami przyrody. Ponadto na jej obszarze nie wytyczono żadnych ścieżek dydaktycznych.

## Turystyka
Na przełęczy Videlské sedlo, u podnóża stoku południowo-zachodniego, w odległości około 800 m na południowy zachód od szczytu znajduje się parking, a u podnóża stoku południowo-wschodniego w osadzie Vidly położone są dwa pensjonaty: Chata LYRA oraz Horská vila Heda. Ponadto w tej osadzie znajduje się górski hotel Vidly. Do bazy turystycznej w osadzie Bělá z położonym blisko drogi nr 450 schroniskiem turystycznym Chata Eduard jest od szczytu około 3,3 km w kierunku północno-zachodnim, a do najstarszego schroniska turystycznego Wysokiego Jesionika o nazwie Švýcárna, położonego na stoku góry Malý Děd jest od szczytu około 3,2 km w kierunku południowo-zachodnim. Do bazy turystycznej w okolicy góry Pradziad jest od szczytu około 4,8 km w kierunku południowo-zachodnim. Znajdują się tam następujące hotele górskie i schroniska turystyczne:
- na wieży Pradziad: hotel Praděd[30] oraz na stoku góry Pradziad hotel górski Kurzovní chata[31] i schronisko Barborka[32]
- na stoku góry Petrovy kameny hotele górskie: Ovčárna i Figura[33] oraz schronisko Sabinka[34]

Kluczowym punktem turystycznym jest oddalone o około 820 m na południowy zachód od szczytu skrzyżowanie turystyczne o nazwie (cz. Videlský kříž (sedlo, bus)) z podaną na tablicy informacyjnej wysokością 930 m, przy którym postawiono wiatę turystyczną, przez które przechodzi szlak turystyczny, szlak rowerowy oraz trasa narciarstwa biegowego. Ponadto przy skrzyżowaniu tym znajduje się przystanek autobusowy z połączeniem do miejscowości Ołomuniec (cz. Olomouc) i Jesionik (cz. Jeseník). 

### Chaty łowieckie

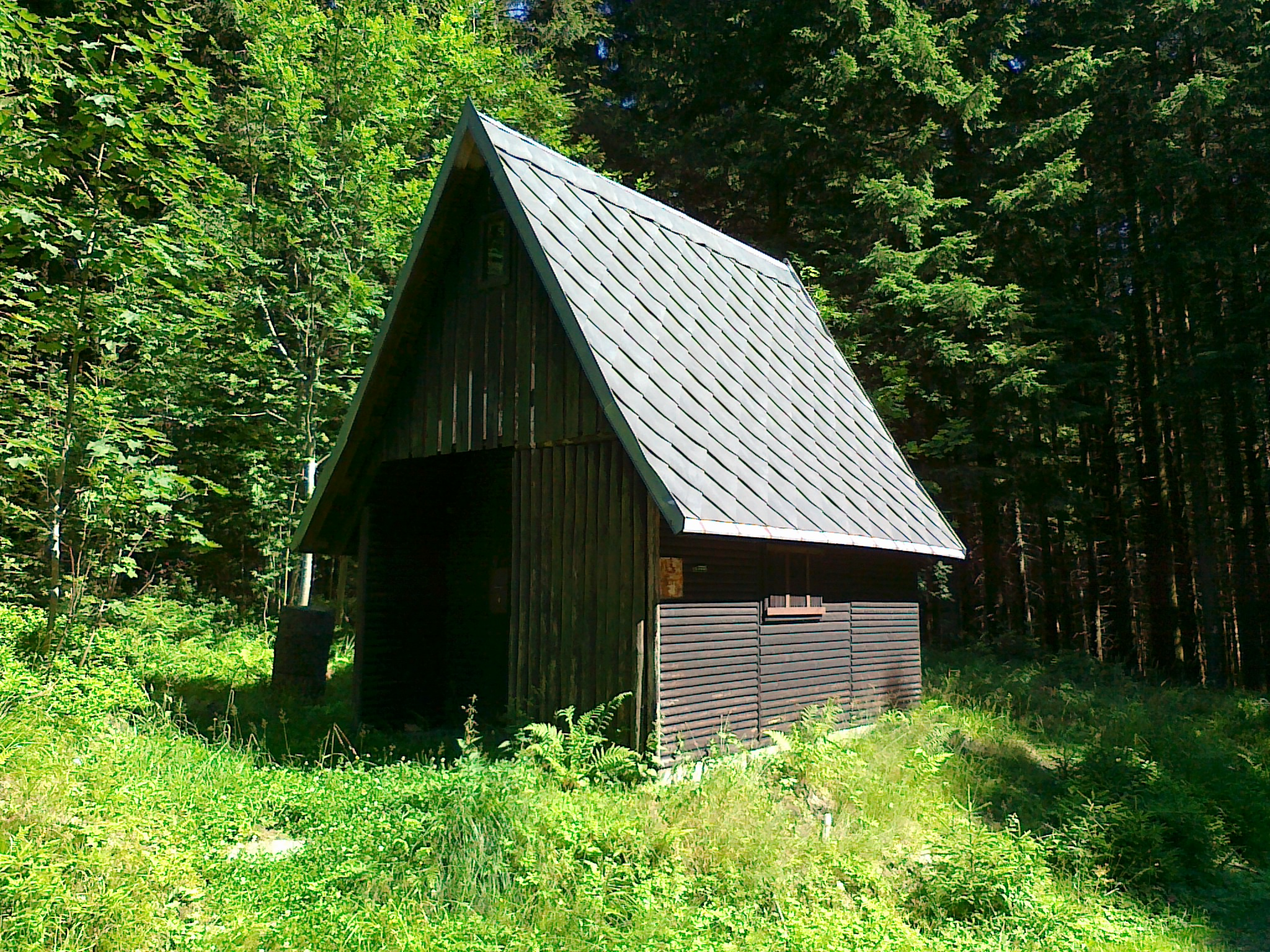
Chata Videlský kříž (2021 rok)

Na stokach góry położone są dwie chaty, ale nie mają one charakteru typowych schronisk turystycznych, a które zalicza się do tzw. chat łowieckich.
| Chaty na stokach góry Osikový vrch |                     |                          |                                                                   |                                               |
| Lp.                                | Chata               | Odległość od szczytu m   | Lokalizacja                                                       | Współrzędne geograficzne                      |
| 1                                  | Videlský kříž       | 600 na południowy zachód | przy żółtym szlaku turystycznym , blisko przełęczy Videlské sedlo | 50°06′58,9″N 17°14′41,8″E/50,116361 17,244944 |
| 2                                  | Ztracenka (Javorka) | 810 na północny zachód   | stok zachodni                                                     | 50°07′33,7″N 17°14′18,8″E/50,126028 17,238556 |

### Szlaki turystyczne
Klub Czeskich Turystów (cz. Klub Českých Turistů) wytyczył w obrębie góry jeden szlak turystyczny na trasie:
 Rejvíz – narodowy rezerwat przyrody Rejvíz – góra Přední Jestřábí – góra Přední Jestřábí–JZ – szczyt Kazatelny–SV  – szczyt Kazatelny – przełęcz Kristovo loučení – góra Medvědí louka – góra Ostruha–JV – góra Jelení loučky – góra Děrná – góra Ztracený vrch – góra Lysý vrch – góra Osikový vrch – przełęcz Videlské sedlo – góra Malý Děd – schronisko Švýcárna

### Szlaki rowerowe i trasy narciarskie
W obrębie góry wyznaczono dwa szlaki rowerowe, biegnące częściowo drogami nr 450 i nr 451 na trasach:
 Vidly – Videlské sedlo – góra Osikový vrch – góra Lysý vrch – góra Ztracený vrch – góra Děrná – Ostruha–JV – góra Ostruha – przełęcz Kristovo loučení – przełęcz Prameny Opavice – góra Příčný vrch – góra Lysý vrch – Zlaté Hory
 (nr 6029) Valšov – Bruntál – Rudná pod Pradědem – Suchá Rudná – Hvězda – Karlova Studánka – przełęcz Kóta – Vidly – Vrbno pod Pradědem
| Podjazdy drogowe |                                     |            |            |                     |                      |                        |
| Lp.              | Trasa                               | Oznaczenie | Długość km | Różnica wysokości m | Średnie nachylenie % | Ilość pętlic drogowych |
| 1                | Vrbno pod Pradědem – Videlské sedlo | 451 450    | 11,0       | 379                 | 3,4                  | 2                      |
| 2                | Bělá pod Pradědem – Videlské sedlo  | 450        | 7,9        | 388                 | 4,9                  | 2                      |

W okresach ośnieżenia wzdłuż żółtego szaku turystycznego  i zielonego szlaku rowerowego  przebiega trasa narciarstwa biegowego. W obrębie góry nie poprowadzono żadnej trasy narciarstwa zjazdowego.